# Font de Santa Eulàlia (Collserola)
La font de Santa Eulàlia és una font de mina situada al torrent sud-oest del turó Blau de la serra de Collserola, al barri de Canyelles de Barcelona. De titularitat privada, és una construcció formada per una caseta de grans dimensions, construïda de totxo vist, darrera de la qual hi ha la mina de captació, que consisteix en una galeria d'uns 60 metres de llargada i 60 centímetres d'amplada, amb parets i voltes de maons, que a meitat del recorregut fa un angle de 90°.
A la façana hi havia la figura de santa Eulàlia i el nom de la font, però el vandalisme i els grafitis els han amagat.
Davant de la font hi ha una zona d'estada, amb bancs i taules construïts per veïns de Nou Barris als anys 1980 i 1990. El vandalisme i les festes nocturnes han degradat la zona.

## Imatges de la mina

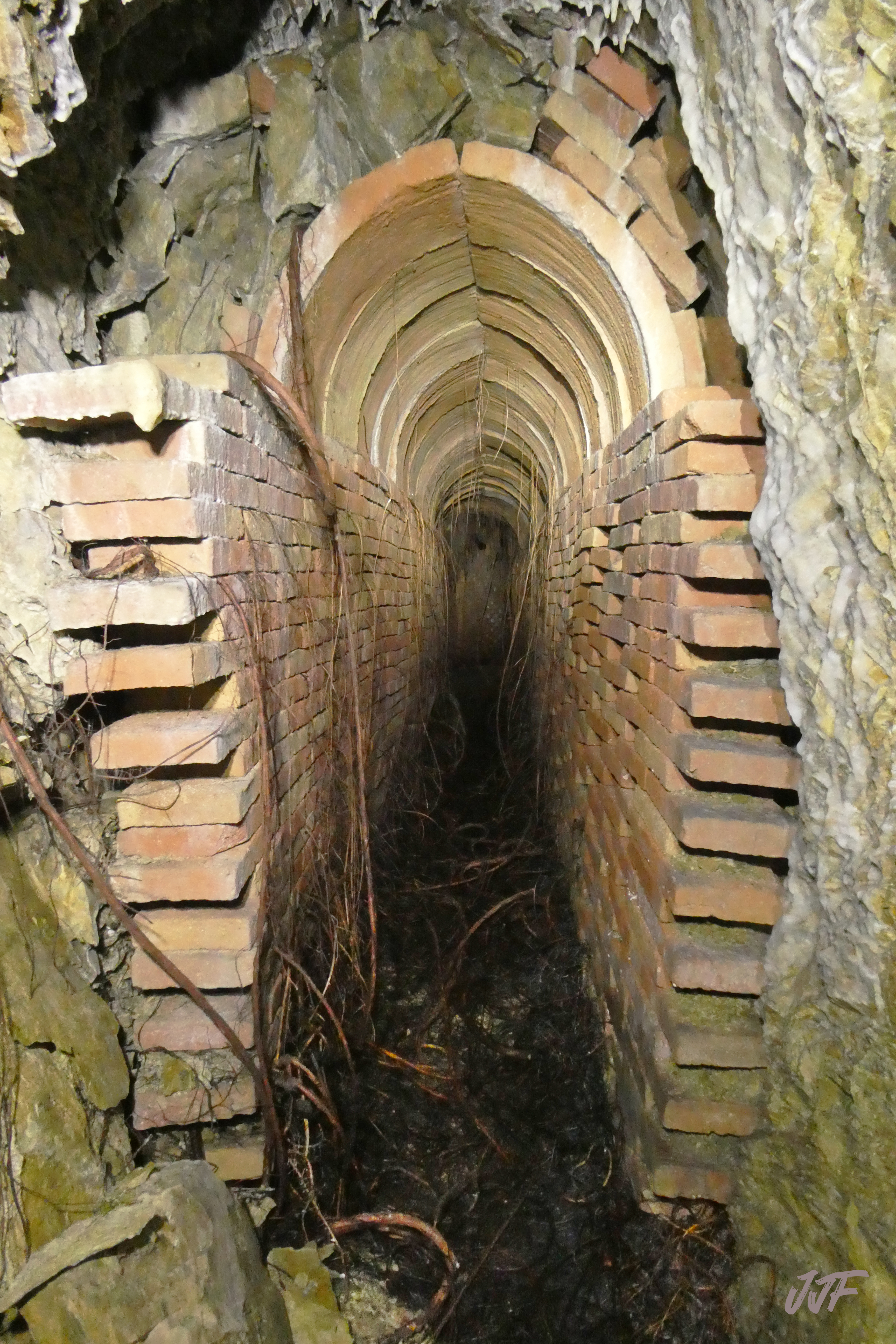
Primer tram de la galeria revestit amb maons i corbes.
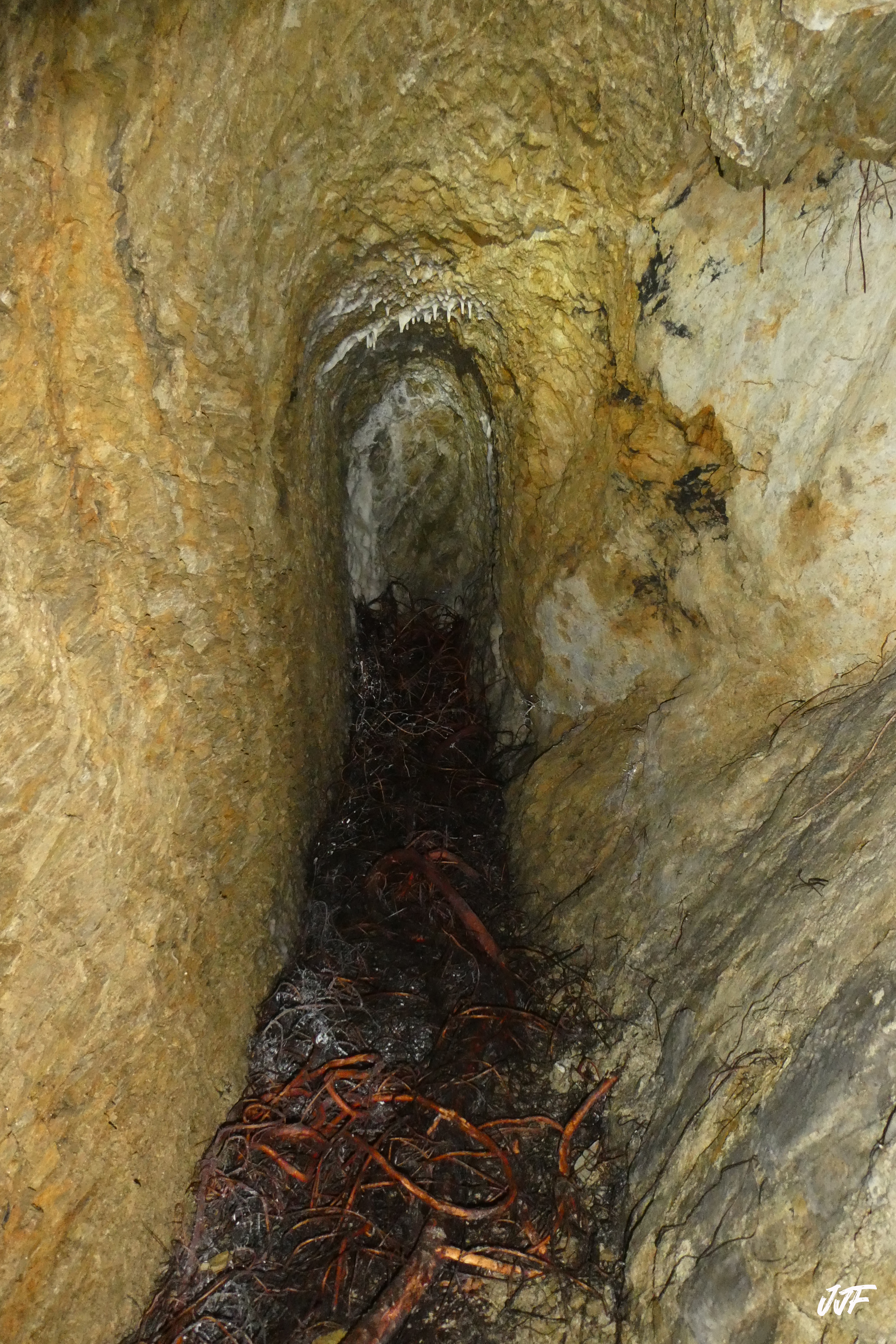
Fons de la mina de parets naturals.
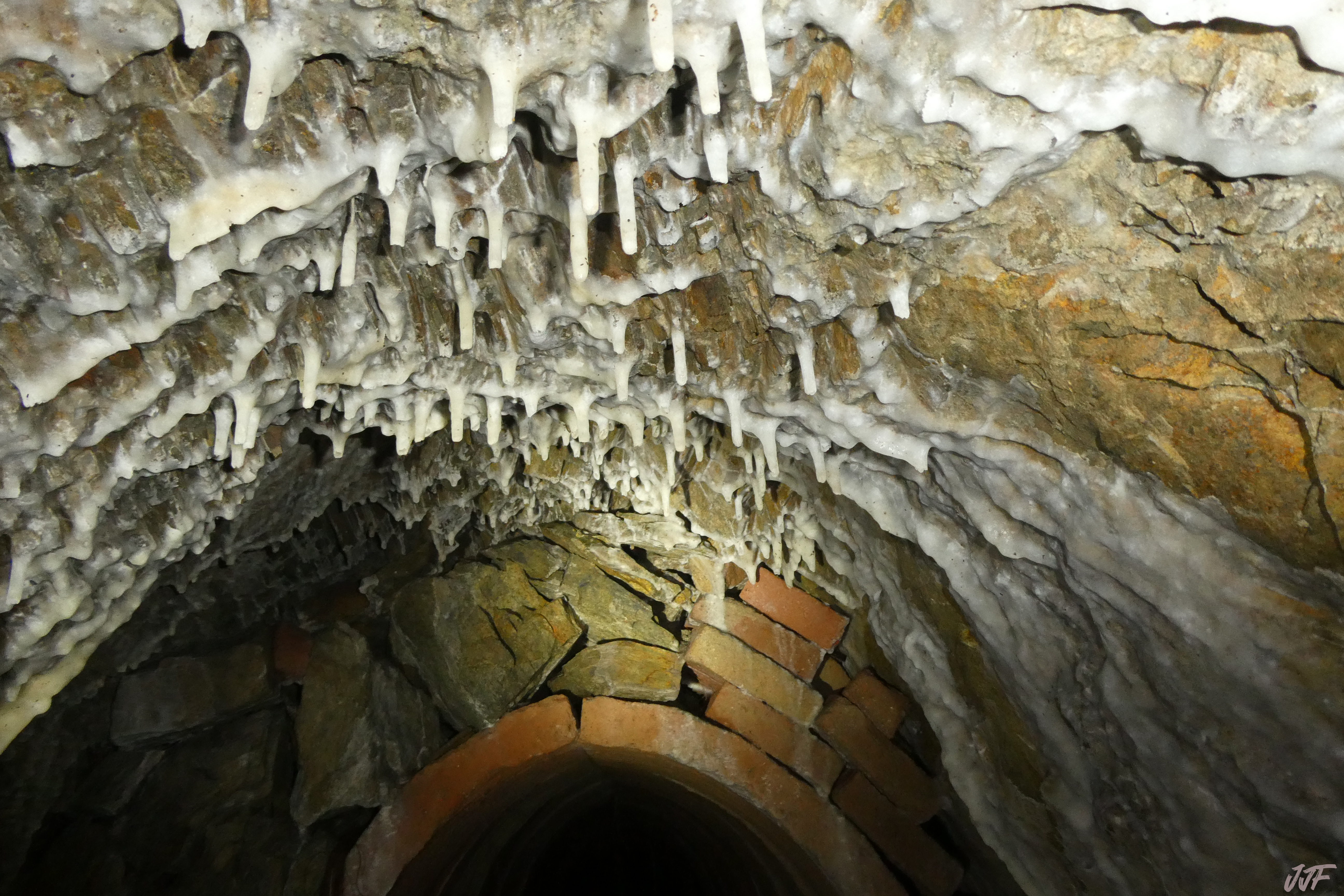
Detall d'estalactites al final de la galeria.